# Požarevački mir
Požarevački mir je sklopljen između Habsburške Monarhije, Osmanskog Carstva i Venecije 21. srpnja 1718. godine na završetku Habsburško-turskog rata 1716. – 1718. i nakon velikih pobjeda princa Eugena Savojskog u bitkama pred Petrovaradinom 1716. i Beogradom 1717. Sklopljen je u šatoru pored Požarevca. Monarhija je tim mirom dobila Temišvarski Banat te istočni Srijem, osvojeni dio Srbije do Ćuprije i Paraćina, pojas južno od rijeke Save u Bosni, te Olteniju (zapadni dio Vlaške). Veneciji je priključeno područje Dalmacije s Imotskim.
Svi dobici Požarevačkim mirom južno od Save i Dunava poništeni su Beogradskim mirom 1739.
Nakon izgubljenog rata moć Osmanskog Carstva sve je više slabila. Nadmoć autrijske vojske unijela je dodatnu dozu straha među turske vojnike. Da bi nadoknadila gubitke izazvane Karlovačkim mirom, Osmansko Carstvo je krenulo u novi rat i napalo mletačke posjede. Venecija se za pomoć obratila Habsburškoj Monarhiji. U novom ratu osobito se istaknuo Eugen Savojski sjajnim pobjedama nad Turcima kod Petrovaradina i Beograda. Venecija je uspješno ratovala u Dalmaciji i prodrla je u Bosnu. Te su pobjede prisilile Osmansko Carstvo na potpisivanje mira u Požarevcu.
Osmansko Carstvo je moralo predati Austriji preostale dijelove Ugarske i Srijema, Bosansku Posavinu i područje sjeverne Srbije s Beogradom, a Venecija je dobila područja Dalmatinske zagore uz današnju granicu Hrvatske i Bosne i Hercegovine.
Uskoro je došlo do novog rata (1736. – 1739.) koji je Austrija olako izgubila, a time i dio posjeda koje je dobila Požarevačkim mirom. U ovom se ratu formirala granica Habsburške Monarhije prema Osmanskom Carstvu, a tako i kasnija granica između Hrvatske i Bosne i Hercegovine.